# Wiyam Amashe
Wiyam Amashe, altresì noto come Wiyam Amasha, Viham Amasha o Weaam Amasha (in arabo وئام عماشة‎?, in ebraico וויאם עמאשה‎?; Buq'ata, 8 agosto 1985), è un calciatore israeliano, attaccante del Bnei HaGolan.

## Caratteristiche tecniche
È un attaccante.

## Carriera
Nella UEFA Champions League 2011-2012 ha realizzato 4 reti in 6 partite. Nella UEFA Europa League 2011-2012 ha siglato 2 marcature in 6 incontri.

## Palmarès

### Club

#### Competizioni nazionali
- Coppa Toto: 1

Ironi K. Shmona: 2006-2007
- Liga Leumit: 1

Ironi K. Shmona: 2006-2007
- Coppa d'Israele: 1

Ironi K. Shmona: 2013-2014